# Castelvetrano
Castelvetrano (sicilià Castedduvitranu) és un municipi italià, situat a la regió de Sicília i a la província de Trapani. L'any 2008 tenia 30.586 habitants. Limita amb els municipis de Campobello di Mazara, Mazara del Vallo, Menfi (AG), Montevago (AG), Partanna, Salemi i Santa Ninfa.

## Administració
| Període | Identitat       | Partit      |
| ------- | --------------- | ----------- |
| 2007-   | Giovanni Pompeo | Centredreta |

## Personatges il·lustres
- Giovanni Gentile, pedagog
- Salvatore Giuliano, mort a Castelvetrano

## Galeria d'imatges

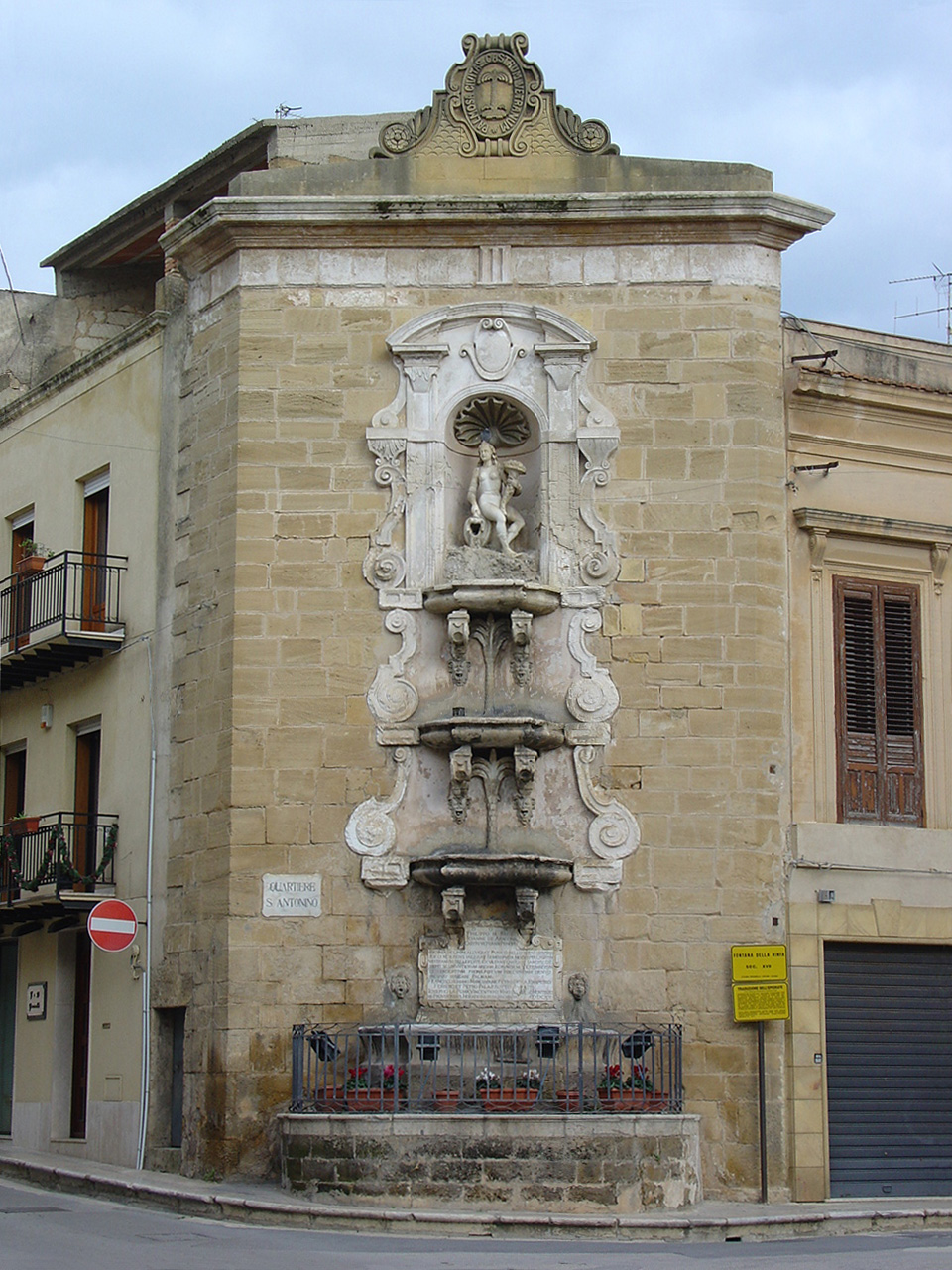
Castelvetrano, Font de la Nimfa
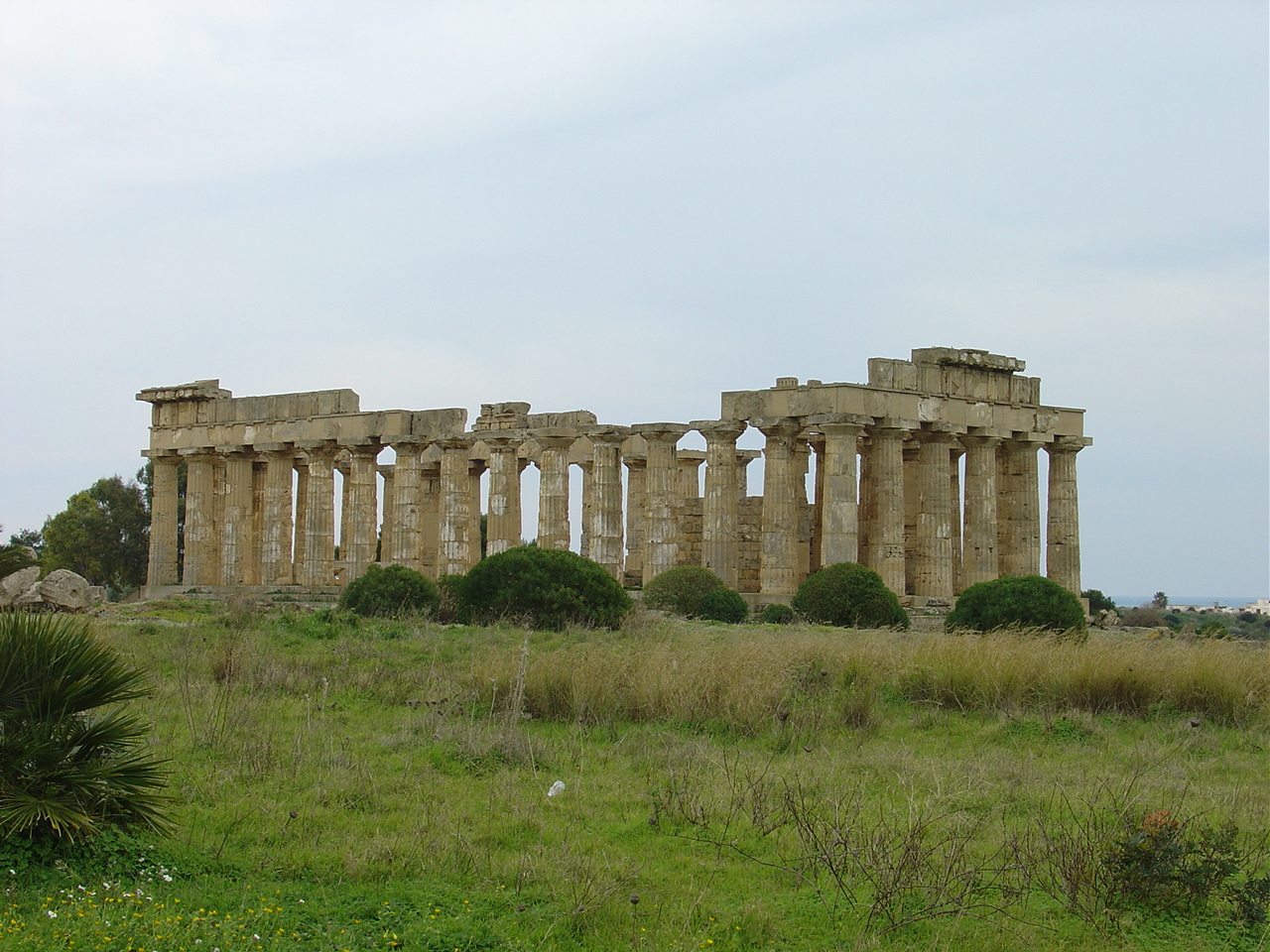
Selinont, Temple d'Hera
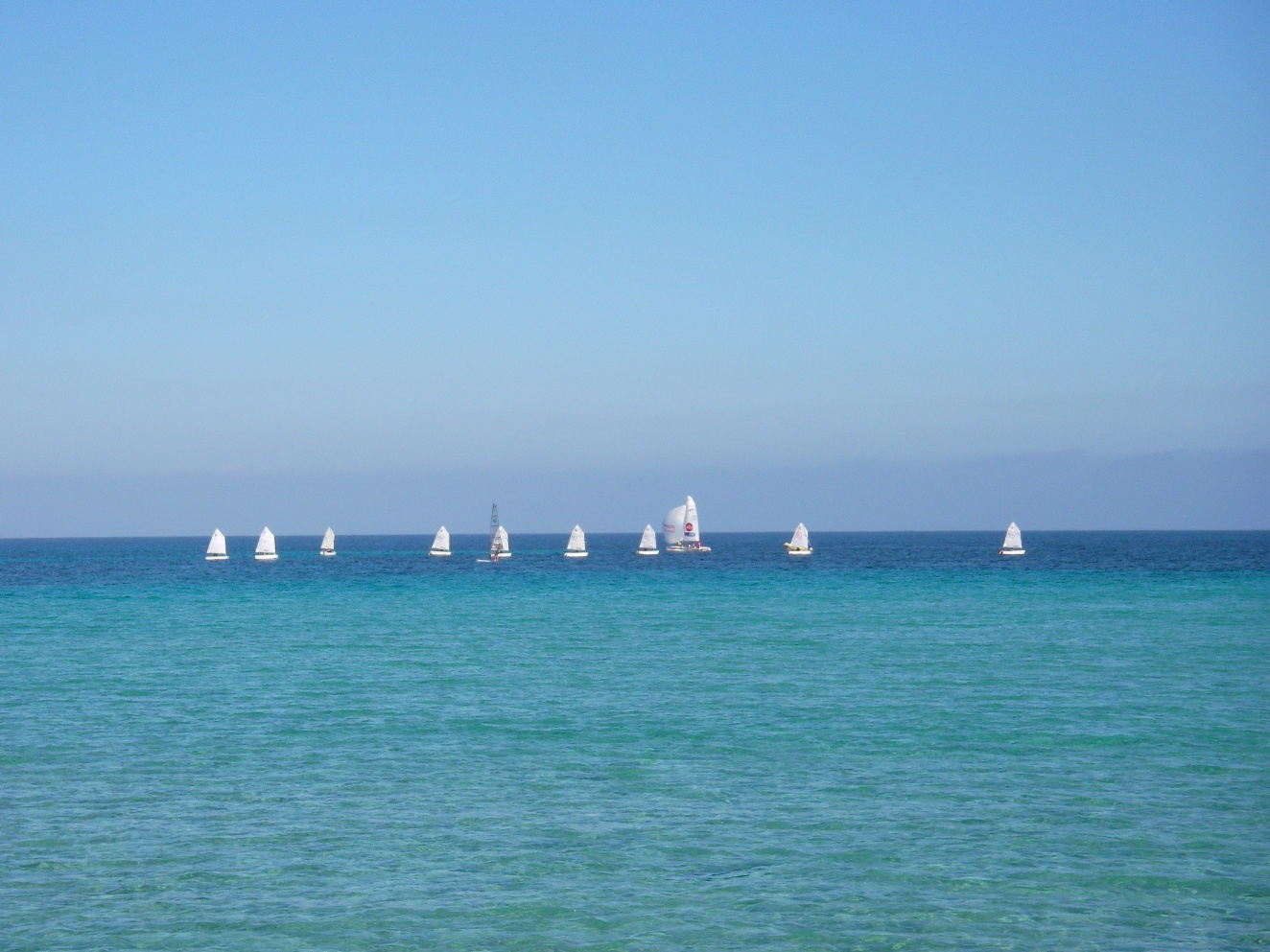
Mar de Triscina